# Tenis de mesa en los Juegos Olímpicos de París 2024
El torneo de tenis de mesa en los Juegos Olímpicos de París 2024 se realizó en la Arena París Sud 4 de París del 27 de julio al 10 de agosto de 2024.
En total se disputaron en este deporte cinco pruebas diferentes, dos masculinas (individual y equipos), dos femeninas (individual y equipos) y una mixta (dobles). El programa de competiciones se modificó en relación con la edición anterior, la prueba de dobles mixto fue añadida al programa.

## Clasificación
Participaron en total 172 deportistas (86 hombres y 86 mujeres) de diferentes comités olímpicos nacionales pertenecientes a la Federación Internacional de Tenis de Mesa.

## Calendario
| RP | Ronda preliminar | ¼ | Cuartos de final | ½ | Semifinales | F | Finales |

| Fecha→ Prueba ↓      | 27 Sáb | 28 Dom | 29 Lun | 30 Mar | 31 Mié | 01 Jue | 02 Vie | 03 Sáb | 04 Dom | 05 Lun | 06 Mar | 07 Mié | 08 Jue | 09 Vie | 10 Sáb |
| -------------------- | ------ | ------ | ------ | ------ | ------ | ------ | ------ | ------ | ------ | ------ | ------ | ------ | ------ | ------ | ------ |
| Individual masculino | RP     | RP     | RP     | RP     | RP     | ¼      | ½      |        | F      |        |        |        |        |        |        |
| Equipo masculino     |        |        |        |        |        |        |        |        |        | RP     | RP     | ¼      | ½      | F      |        |
| Individual femenino  | RP     | RP     | RP     | RP     | RP     | ¼      | ½      | F      |        |        |        |        |        |        |        |
| Equipo femenino      |        |        |        |        |        |        |        |        |        | RP     | RP     | ¼      | ½      |        | F      |
| Dobles mixto         | RP     | ¼      | ½      | F      |        |        |        |        |        |        |        |        |        |        |        |

## Medallistas

### Masculino
| Evento                   | Oro                                                            | Plata                                                         | Bronce                                               |
| ------------------------ | -------------------------------------------------------------- | ------------------------------------------------------------- | ---------------------------------------------------- |
| Individual (4 de agosto) | Fan Zhendong · República Popular China                         | Truls Möregårdh · Suecia                                      | Félix Lebrun · Francia                               |
| Equipo (9 de agosto)     | Wang Chuqin · Ma Long · Fan Zhendong · República Popular China | Anton Källberg · Truls Möregårdh · Kristian Karlsson · Suecia | Simon Gauzy · Alexis Lebrun · Félix Lebrun · Francia |

### Femenino
| Evento                   | Oro                                                            | Plata                                            | Bronce                                                  |
| ------------------------ | -------------------------------------------------------------- | ------------------------------------------------ | ------------------------------------------------------- |
| Individual (3 de agosto) | Chen Meng · República Popular China                            | Sun Yingsha · República Popular China            | Hina Hayata · Japón                                     |
| Equipo (10 de agosto)    | Sun Yingsha · Wang Manyu · Chen Meng · República Popular China | Hina Hayata · Miwa Harimoto · Miu Hirano · Japón | Shin Yu-Bin · Jeon Ji-Hee · Lee Eun-Hye · Corea del Sur |

### Mixto
| Evento               | Oro                                                 | Plata                                        | Bronce                                      |
| -------------------- | --------------------------------------------------- | -------------------------------------------- | ------------------------------------------- |
| Dobles (30 de julio) | Wang Chuqin · Sun Yingsha · República Popular China | Ri Jong-Sik · Kim Kum-Yong · Corea del Norte | Lim Jong-Hoon · Shin Yu-Bin · Corea del Sur |

## Medallero
| Núm. | País                    | Oro | Plata | Bronce | Total |
| ---- | ----------------------- | --- | ----- | ------ | ----- |
| 1    | República Popular China | 5   | 1     | 0      | 6     |
| 2    | Suecia                  | 0   | 2     | 0      | 2     |
| 3    | Japón                   | 0   | 1     | 1      | 2     |
| 4    | Corea del Norte         | 0   | 1     | 0      | 1     |
| 5    | Corea del Sur           | 0   | 0     | 2      | 2     |
| 5    | Francia                 | 0   | 0     | 2      | 2     |
|      | TOTAL                   | 5   | 5     | 5      | 15    |